# Fanny Edelman
Fanny Jacovkis, politicamente conhecida como Fanny Edelman (Córdova (Argentina), 27 de fevereiro de 1911 — 1 de novembro de 2011) foi uma militante política pelos direitos femininos, política argentina e participante das Brigadas Internacionais em defesa da Segunda República Espanhola. Foi presidente do Partido Comunista da Argentina.